# Sharp Stick
Sharp Stick (auf Deutsch: „Spitzer Stock“) ist eine US-amerikanische Filmkomödie, die von Lena Dunham inszeniert, geschrieben und produziert wurde. Sie erschien im Januar 2022 und feierte beim Sundance Film Festival ihre Premiere. In den Hauptrollen spielen Jennifer Jason Leigh, Kristine Frøseth und Jon Bernthal. Der Film erhielt nach seinem Erscheinen gemischte Kritiken.

## Handlung
Die 26-jährige Sarah Jo lebt mit ihrer alleinerziehenden Mutter Marilyn und ihrer Schwester Treina am Rande Hollywoods. Sie arbeitet gelegentlich als Babysitter für Heather, die in Kürze ihr zweites Kind erwartet und Josh, deren Sohn Zach am Down-Syndrom leidet. Die Nähe zu Josh bringt sie dazu, eine Affäre mit ihm zu beginnen, die abrupt endet, als Heather das Geheimnis der beiden bemerkt. Sarah Jo lernte so viel über Sexualität, Selbstfindung und Einsamkeit.

## Produktion
Regie führte Lena Dunham, die auch das Drehbuch schrieb. Es handelt sich um ihre dritte Regiearbeit bei einem Spielfilm nach Creative Nonfiction aus dem Jahr 2009 und Tiny Furniture aus dem darauffolgenden Jahr.
Die Dreharbeiten fanden Anfang 2021 in Los Angeles statt. Als Kamerafrau fungierte Ashley Connor.
Erste Vorstellungen des Films erfolgten ab dem 23. Januar 2022 beim Sundance Film Festival. Im Juni 2022 wurde der Film beim Sundance Film Festival London gezeigt.

## Kritiken
In der New York Times urteilte Amy Nicholson: „Sarah Jos frühe Affäre mit Josh führt zu einem verstümmelten, mäandrierenden Abschnitt, in dem sie sich mit einer Drehtür voller Männer durch eine alphabetische Checkliste fleischlicher Eskapaden arbeitet. Während Froseth sich mutig in verletzliche Szenarien stürzt, achtet der Film darauf, den Fokus auf das Vergnügen (oder das Fehlen davon) ihrer Figur zu legen. Eine Montage von Affären wird mit dem ganzen Knistern eines Slurpee-Werbespots gedreht. Diese Szenen sind zu humorlos für eine Satire und zu künstlich, um den letztendlichen, verblendeten Versuch des Films zu unterstützen, sich in eine einigermaßen aufrichtige Coming-of-Age-Geschichte zu verwandeln.“
Tomris Laffly wertete für rogerebert.com: Der Film „ist alles andere als perfekt und ein wenig unvollständig. Man kann nicht umhin, sich zeitweise etwas mehr Drama darin zu wünschen, aber auch etwas mehr Spannung und Risiko. Wäre Sarah Jo mit ihren sexuellen Eroberungen in der realen Welt, die nicht von Dunham geschaffen wurde, wirklich genauso sicher? Aber vielleicht geht sogar das Stellen dieser Frage am Kern von ‚Sharp Stick‘ vorbei, der mit Schwung und Begeisterung die Neugier und den Appetit der Jugendlichen anspricht.“
In der New Yorker schrieb Richard Brody: „Es handelt sich um eine Ich-Komödie, in deren Mittelpunkt der moralische Preis des künstlerischen Ehrgeizes ihres Protagonisten“ steht. Dunham presst „eine Flut von Erfahrung und Schmerz in ein kompaktes Gefäß. Trotz seines scheinbaren äußerlichen Realismus, der nur durch einige kurze, meist animierte Fantasy-Sequenzen unterbrochen wird, ist der Film ein hermetisches Drama einer anderen Welt.“ „‚Sharp Stick‘ ist eine Geschichte über Sarah Jos Kampf, angesichts physischer und persönlicher Umstände ihre eigene Identität zu definieren. Und was dazu nötig ist, ist Sex – und die Prüfsteine für ihre unentdeckten, ja sogar ungeahnten Eigenschaften sind Männer.“